# Andreas Essenius

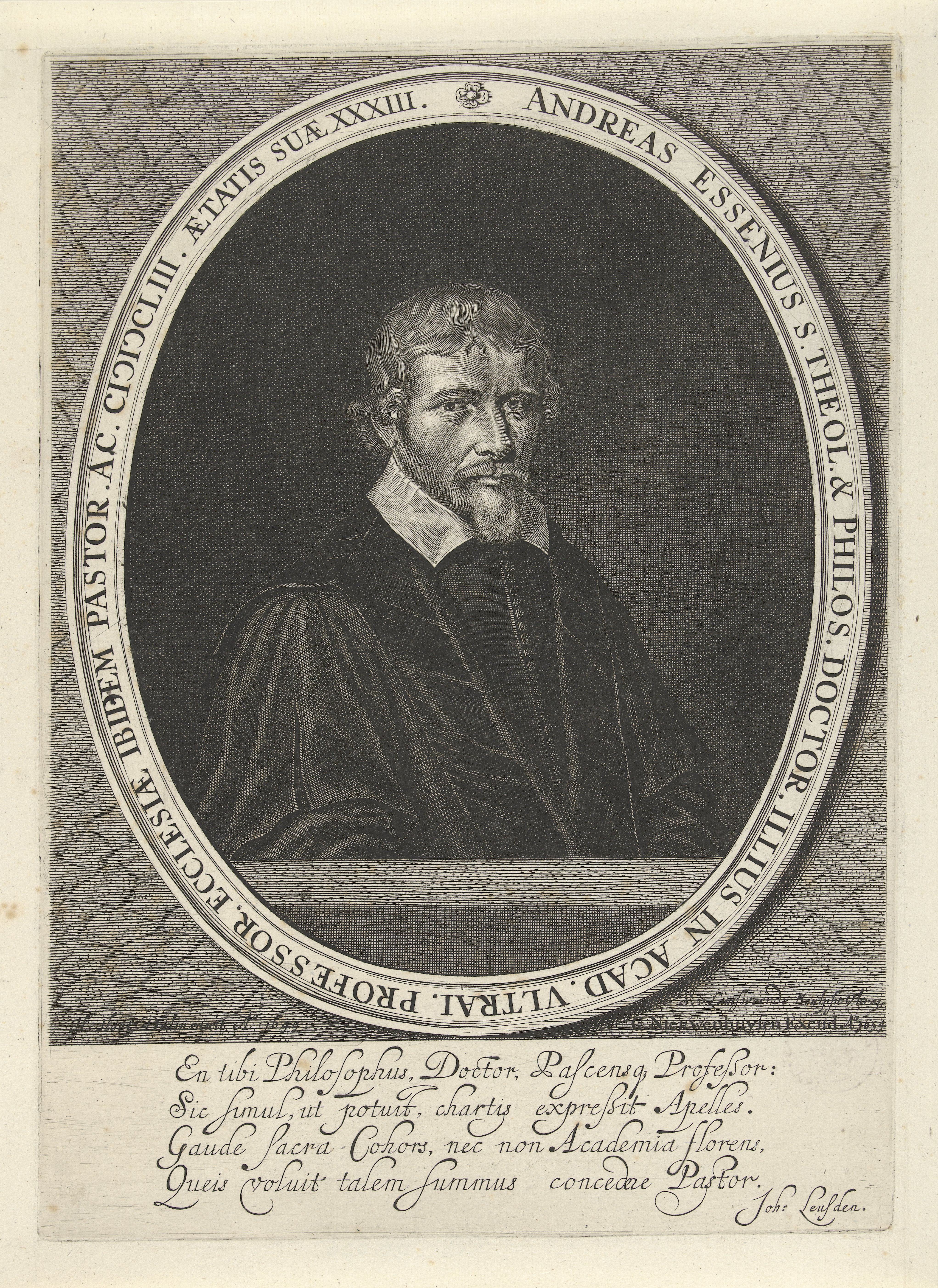
Andreas Essenius, kopergravure uit ca. 1650 van Steven van Lamsweerde

Andreas Essenius (Zaltbommel, februari 1618 - Utrecht, 18 mei 1677) was een Nederlands theoloog van gereformeerden huize. Hij werd vooral bekend als hoogleraar theologie aan de Universiteit Utrecht.

## Levensloop
Al in zijn geboortestad Zaltbommel studeerde Essenius op de latijnse school Grieks en Latijn. Na zijn verhuizing naar Utrecht zette hij dit voort op het gymnasium aldaar om in diezelfde plaats vervolgens wijsbegeerte, wiskunde en godgeleerdheid te gaan studeren aan de Universiteit Utrecht onder Bernardus Schotanus en Gisbertus Voetius.
Op 3 januari 1640 trouwde hij met Lucia Spruyt in de Jacobikerk te Utrecht. Uit dit huwelijk zouden 7 kinderen worden geboren.
Later dat jaar promoveerde hij tot Doctor in de wijsbegeerte en op 13 december datzelfde jaar werd hij benoemd tot predikant in Neerlangbroek.
Op 19 februari 1645 promoveerde hij tot Doctor in de godgeleerdheid en begon hij te schrijven aan zijn eerste werk Triumphus Crucis, sive fides catholica de satisfactione Jesu Christi, asserta et vindicata ab exceptionibus atque objectionibus Socinianis, nominatim vero ab illis, quas Jo. Crellius Francus in responsione sua ad librum celeberrimi viri Hugonis Grotii de eodem argumento protulit.
In 1651 werd hij benoemd tot predikant in Utrecht en op 8 februari 1653 aanvaardde hij de benoeming tot hoogleraar in de godgeleerheid met een oratie met de titel De tractatione verbi Divini. In het studiejaar 1673-1674 was Essenius rector magnificus van de Universiteit van Utrecht.
Essenius overleed, nog immer in functie als hoogleraar, in 1677.

## Contacten
Tot de studenten van Essenius behoorden onder andere Wilhelmus à Brakel en
Philipp van Limborch.
Essenius was zelf een leerling en fervent aanhanger van Gisbertus Voetius en hij hield in 1676 ook de lijkrede op laatstgenoemde die later gepubliceerd werd onder de titel Oratio funebris in obitum Gisberti Voetii. De kleinzoon van Gisbertus Voetius, Johannes Voetius, hield op zijn beurt een jaar later de lijkrede na het overlijden van Essenius.

## Werken
Essenius nam ijverig deel aan de kerkelijke twisten van zijn tijd en zijn werken getuigen dan ook van de strijd met onder meer Johannes Coccejus, Abraham Heidanus en Franciscus Burman.
Hoewel Essenius de meeste van zijn werken in het Latijn schreef, zijn vele daarvan nog in zijn tijd vertaald in het Nederlands. Ook schreef hij enkele werken direct in het Nederlands.
- Triumphus Crucis, sive fides catholica de satisfactione Jesu Christi, asserta et vindicata ab exceptionibus atque objectionibus Socinianis, nominatim vero ab illis, quas Jo. Crellius Francus in responsione sua ad librum celeberrimi viri Hugonis Grotii de eodem argumento protulit (1649)
- Oratio funebris in obitum Gualteri de Bruyn (1653)
- De perpetua moralitate Decalogi adeoque speciatim etiam de Sabbato (1658)
- Defensio consilii Theologici Ultrajectini de Canonicatibus, Vicariatibus etc. (1658)
- Systema Theologicae Dogmeticae (1659)
- Synopsis controversiarum theologicarum et Index locorum totius Sacrae Scripturae (1661)
- Disquisitio de moralitate Sabbathi hebdomadalis (1665)
- Dissertationes de Decalogo et die Sabbathi adversus Abrahum Heidanum (1666)
- Vindiciae quarti praecepti in Decalogo (1666)
- Compendium Theologiae dogmaticae (1669)
- Apologia pro ministris in Anglia Nonconformistis
- Dissertatio de subjectione Christi ad legem divinam
- Doctrina de nostra redemptione per meritum Jesu Christi
- Instructio salutaris de Judaeis
- Refutatio vere catholica contra Pontificios
- Oratio de celsitudine perseverantiae
- Oratio funebris in obitum Gisberti Voetii (1677)
- Oeffeninghe over de Gelykenisse Mattheus XIII. vs. 24